# Itame annisaria
Itame annisaria är en fjärilsart som beskrevs av Walker 1860. Itame annisaria ingår i släktet Itame och familjen mätare. Inga underarter finns listade i Catalogue of Life.